# Алея вікових лип (Золочівський район)
Але́я вікових лип (також, Алея втраченого кохання) — ботанічна пам'ятка природи місцевого значення в Україні, в межах Золочівського району Львівської області, на захід від села Куткір. 
Загальна площа 2 га. Статус надано згідно з рішенням Львівського облвиконкому від 9 жовтня 1984 року № 495. Перебуває у віданні Куткірської сільської ради. 
Статус надано з метою збереження алеї лип. Дерева висаджені у 1877 році місцевою графинею Лончинською. У 2013 році проведена робота з відновлення алеї, зокрема висаджено 25 нових саджанців липи. 
Інша назва алеї — «Алея втраченого кохання».